# 빨강 바다
"빨강 바다"는 한국에서 제작된 김한성 감독의 1989년 드라마, 멜로/로맨스 영화이다. 우연희 등이 주연으로 출연하였고 윤세중 등이 제작에 참여하였다.

## 출연

### 주연
- 우연희
- 최주봉

## 기타
- 조명: 장기종
- 녹음: 유창국